# Arkivverket
För den norska myndigheten, se Arkivverket (Norge).
Arkivverket (finska: Arkistolaitos) var Finlands nationella arkivmyndighet och bestod av Riksarkivet och sju landsarkiv:
- Tavastehus landsarkiv
- Joensuu landsarkiv
- Jyväskylä landsarkiv
- S:t Michels landsarkiv
- Uleåborgs landsarkiv
- Vasa landsarkiv